# 구미낙동강체육공원
구미낙동강체육공원(龜尾洛東江體育公園, Gumi Nakdonggang Sports Park)은 대한민국 경상북도 구미시에 있는 스포츠 시설이다. 천연잔디 필드와 몬도 트랙이 갖춰진 경기장이며, 2012년 5월 7일에 준공되었다.

## 참고 문헌
- “구미낙동강체육공원”. 구미시체육회. 2022년 7월 13일에 원본 문서에서 보존된 문서. 2022년 7월 13일에 확인함.
- 《2021년 전국 공공체육시설 현황(2020년말 기준)》. 대한민국 문화체육관광부. 2022.
- 《2023 전국 공공체육시설 현황 (2022년 12월말 기준)》. 대한민국 문화체육관광부. 2024.